# سينماتوغراف
السينماتوغراف (بالفرنسية: Cinématographe)‏ هي علامة تجارية مسجلة لجهاز تصوير سينمائي اخترعه لويس لوميير سنة 1895 بمساعدة المهندس جوليس كاربينتير.

## الاسم
اسم سينماتوغراف مكون من كلمتين مشتقتين من اللغة اليونانية القديمة، هما:
- سينما، κίνημα ،cinema، وتعني حركة.
- غراف، γράφειν ،graphe، وتعني كتابة وتسجيل.

يصير معنى الاسم المركب من الكلمتين السابقتين: تسجيل الحركة، وبالتالي فالسينماتوغراف أطلق على جهاز تصوير وتسجيل وعرض الصور المتحركة.

## الفكرة
في خريف عام 1894 حضر أنطوان لوميير والد الأخوين لوميير المعرض الدولي في باريس حيث عرض اختراع منظار تحريك الصور الكينتوسكوب لتوماس أديسون.
وكان مبعوثو المخترع الأمريكي قد قدموا له بلطف جزءا من شريط فيلم إيستمان، مقطوعا بحجم 35 مليمتر بواسطة أديسون نفسه، ومزودة بصف مزدوج من أربعة ثقوب مستطيلة.
كما شاهد في نفس الرحلة عرضًا لإيماءات التمثيل الصامت المضيء في المسرح البصري لإميل رينود على شاشة كبيرة في متحف غريفين.
إثر ذلك نصح ابنيه بتخيل جهاز منافس للكينتوسكوب يسجل الصور المتحركة ويعرضها على شاشة كبيرة، فتملك لويس لوميير الاهتمام اللازم الذي دفعه إلى اختراع آلة أكثر كمالًا من آلة أديسون.

## الاختراع
لصناعة آلة التصوير السينمائي السينماتوغراف استخدم لويس لوميير الشريط المرن والمقاوم الذي اخترعه جون كاربوت سنة 1888، وبمساعدة المهندس الباريسي جوليس كاربينتير جربا بعض الأفكار المبتكرة لإحداث بعض التغييرات التقنية على جهاز أديسون، فقاما بتعديل مدة الغالق ومدة التعرض للضوء بواسطة مصراع قرص متحرك يمكن تكبير قطاعاته أو تصغيرها قبل التدوير، مما يجعل من الممكن التقط الصور عندما تكون الشمس قوية، فالعدسات لم تكن تحتوي بعد على غشاء لقياس كمية الضوء المسموح بها في الفيلم، مما سمح بإمكانية التصوير في جميع فصول السنة وأوقات اليوم، وهي خاصية لم تكن متوفرة في جهاز كينتوسكوب. كما زوداه بنظام مخلب يسمح بتشغيل الفيلم إطارًا بإطار تواليا، وتحافظ على الفيلم ثابتًا أثناء فتح الغالق وطباعة الصورة أمام نافذة إطار الفيلم.
وقد كان لويس لوميير يعلم أن توماس أديسون قدم براءات اختراع دولية للثقوب المستطيلة على شريط الفيلم؛ والتي أصبحت فيما بعد رمزًا للسينما، فعمل على إحداث ثقوب دائرية في فيلمه بمعدل ثقب واحد على جانبي كل إطار صورة، لكن هذه التقنية سيتم التخلي عنها لاحقا لصالح ثقوب أديسون.

## براءة الاختراع
في 13 فبراير 1895 في باريس قدّم أوغست ولويس لوميير براءة اختراعهما للسينماتوغراف، واشتريا حقوق الاسم التجاري من ليون بولي الذي كان قد سجله باسمه سابقا سنة 1892 لحماية أجهزته الشبيهة باختراع لوميير، لكنه لا يوجد تأكيد من الصحافة المهنية والعلمية في ذلك الوقت على نجاح أداء أجهزة بولي، التي توجد اثنتان منها محفوظة في متحف الفنون والصنائع بباريس. لذا فاز الأخوان لوميير بالسبق في التاريخ لاختراع جهاز السينماتوغراف، مع الاعتراف للمهندس جوليس كاربينتير بالمساعدة في صناعته.